# Jean « Binta » Breeze
Pour les articles homonymes, voir Breeze.
Jean « Binta » Breeze (née le 11 mars 1956 à Hanover et décédée le 4 août 2021 à Sandy Bay),, est une poétesse et une conteuse jamaïcaine. 

## Biographie
Jean Breeze commence sa carrière dans la dub poetry. Elle a aussi travaillé pour le théâtre. Elle a étudié à la Jamaican School of Drama de Kingston, où elle a rencontré Michael Smith et Oku Onuorae (en). En 1986, elle est venue à Londres à l'invitation de Linton Kwesi Johnson.
Elle a continué à publier des livres et à donner des performances autour du monde.